# Юань Вэйвэй
Юань Вэйвэй (кит. упр. 苑維瑋, пиньинь Yuàn Wéiwěi; род. 25 ноября 1985, Чэнду) — китайский футболист, защитник.

## Клубная карьера
Профессиональную карьеру начал в клубе «Шаньдун Лунэн» и выполнял роль замены Ван Чао. В сезоне 2004 сыграл в 12 матчах национального чемпионата, в 3 которых начинал с первых минут игры. В том же году помог клубу стать обладателем Кубка Китайской футбольной ассоциации. В 2006 году «Лунэн» оформил золотой дубль. В сезоне 2008 Юань окончательно стал стартовым левым защитником клуба.
1 февраля 2014 года Юань перешёл в «Тяньцзинь Тэда».
23 июня 2017 года Юань подписал контракт с «Иньчуань Хэланьшань».
9 марта 2018 года Юань перешел в «Хунань Биллоуз».

## Карьера за сборную
Дебют за сборную Китая состоялся в 2007 году в товарищеском матче против сборной Иордании. Был включён в состав олимпийской сборной Китая на Летние Олимпийские игры 2008 в Пекине, где Юань принял участие в двух матчах группового этапа.

## Достижения

### Клубные
- Чемпион Китая: 2006, 2008, 2010
- Обладатель Кубка Китайской футбольной ассоциации: 2004, 2006